# 開往明天的旅行
《開往明天的旅行》是台灣歌手唐禹哲的第四張大碟，亦為他第一張新歌加精選輯，在2010年4月15日開始預購，並在2011年4月26日推出。
專輯共收錄16首歌曲，其中四首為新歌（一首為組曲），第一主打歌《開往明天的旅行》於2011年4月4日派台。
《開往明天的旅行》大碟附贈一片DVD，收錄《開往明天的旅行》及前三張專輯主打歌的音樂錄影帶與音樂特輯。

## 曲目
| 曲序 | 曲名           | 作曲                                                                | 作詞                            | 編曲                             | 附註                                                              |
| 01   | 對眼           | 梁永泰                                                              | 梁永泰 黃祖蔭                   | 梁永泰                           | 新歌                                                              |
| 02   | 開往明天的旅行 | 洪俊揚                                                              | 陳信延                          | 陳飛午                           | 新歌 台灣地區第一主打歌 原曲為《目的地》 Demo版本為《和你在一起》 |
| 03   | 觸電           | 李榮浩                                                              | 葉蔓                            | Wave G                           | 新歌                                                              |
| 04   | 最愛還是你     | 林邁可                                                              | 施立                            | 林邁可                           |                                                                   |
| 05   | 情報           | 梯依恩                                                              | 彭資閔                          | 梯依恩                           |                                                                   |
| 06   | 造飛機         | 吳開芽 伊恩森                                                       | 蕭良政 夏木                     | 毛琮文                           |                                                                   |
| 07   | 新歌           | 陳炯順 洪俊揚                                                       | 林怡鳳                          | Terence Teo                      |                                                                   |
| 08   | Kiss Me Now    | 北野正人                                                            | 唐禹哲 甫甫                     | 呂錦盈                           |                                                                   |
| 09   | I'm Back       | Vincent Degiorgio Niklas Pettersson                                 | Abbie Wang                      | 林邁可                           |                                                                   |
| 10   | 分開以後       | 施佳陽                                                              | 林喬                            | 黃雨勳                           |                                                                   |
| 11   | 愛我           | 田澤孝介 北野正人                                                   | 彭資閔                          | Strobo                           |                                                                   |
| 12   | 灰色河堤       | 唐禹哲                                                              | 唐禹哲                          | 何官錠                           |                                                                   |
| 13   | 最溫柔的懸念   | 施佳陽                                                              | 徐世珍 司魚                     | 施佳陽                           |                                                                   |
| 14   | Be with You    | 金大洲                                                              | Abbie Wang                      | 陳軍伍                           |                                                                   |
| 15   | 放過你自己吧   | 陳熙                                                                | 葛大為 陳熙                     | 陳熙                             |                                                                   |
| 16   | The Best Of DT | 洪俊揚 田澤孝介 北野正人 陳炯順 Vincent Degiorgio Niklas Pettersson | 陳信延 彭資閔 林怡鳳 Abbie Wang | 陳飛午 Strobo Terence Teo 林邁可 | 新歌 組曲                                                         |

DVD
1. 《開往明天的旅行》
2. 《愛我》
3. 《分開以後》
4. 《回馬槍》
5. 《造飛機》
6. 《情報》
7. 《新歌》
8. 《最溫柔的懸念》
9. 《Kiss Me New》
10. 《I'm Back》
11. 《灰色河堤》
12. 《放過你自己吧》
13. 《Be With You》
14. 《愛我》
15. 《D新引力》音樂特輯
16. 《D一秒》音樂特輯

## 唱片版本
- 守護盤，CD+DVD 附贈收納袋[1]
- 啟程盤，CD+DVD 附贈便條貼[4]

## 音樂錄影帶
| 歌名           | 執導   | 首播日期      | 首播頻道  | 附註 |
| -------------- | ------ | ------------- | --------- | ---- |
| 開往明天的旅行 | 珍妮花 | 2011年4月14日 | Channel V |      |

## 派台歌成績

### 台湾
| 年份 | 歌曲           | 幽浮 | Hito | MTV | Channel V |
| 2011 | 開往明天的旅行 | 11   | 4    | 3   | 4         |

(*)表示仍在榜上
粗體表示冠軍歌

## 備註
1. 1 2 3  . www.5music.com.tw.   [2025-06-30]. （原始内容存档于2016-03-07）.
2. ↑  . www.hitoradio.com.   [2025-06-30]. （原始内容存档于2011-09-24）.
3. ↑  , 2011-04-26  [2025-06-30], （原始内容存档于2013-03-27）
4. ↑  . www.5music.com.tw.   [2025-06-30]. （原始内容存档于2018-05-17）.